# Archelao di Sparta
Archelao (in greco antico: Άρχέλαος?, Archélaos; Sparta, ... – ...; fl. IX secolo a.C.) è stato un re di Sparta della dinastia degli Agiadi.
La sua figura è leggendaria. Secondo Pausania ed Erodoto era figlio del predecessore Agesilao I e padre del successore Teleclo. Durante il suo regno, secondo Pausania, gli Spartani avrebbero assoggettato la vicina città di Egi ed Elea.